# Рахбар, Бехруз
Бехруз Рахбар (перс. بهروز رهبر‎; 23 сентября 1945, Тебриз — 22 марта 2019, Тебриз) — иранский велогонщик, выступавший на треке и шоссе. Участник летних Олимпийских игр 1972 года, чемпион и бронзовый призёр летних Азиатских игр 1974 года.

## Биография
Бехруз Рахбар родился 23 сентября 1945 года в иранском городе Тебриз.
В 1972 году вошёл в состав сборной Ирана на летних Олимпийских играх в Мюнхене. На шоссе в командной гонке на 100 км с раздельным стартом команда Ирана, за которую также выступали Хосро Хаггоша, Мохамед Ходаванд и Голам Хоссейн Кухи, заняла 32-е место, показав результат 2 часа 34 минуты 30,7 секунды, уступив 23 минуты 12,9 секунды завоевавшей золото сборной СССР. На треке в гите на 1000 метров занял 28-е место с результатом 1 минута 15,39 секунды, уступив 8,95 секунды завоевавшему золото Нильсу Фредборгу из Дании. В командной гонке преследования на 4000 метров сборная Ирана, за которую также выступали Хаггоша, Ходаванд и Кухи, заняла в квалификации последнее, 22-е место с результатом 5.10,80, уступив 39,37 секунды попавшей в четвертьфинал с 8-го места команде Болгарии.
В 1974 году завоевал две медали на шоссе на летних Азиатских играх в Тегеране: золото в командной групповой гонке, бронзу — в групповой гонке.
Умер 22 марта 2019 года в Тебризе.